# Oxythrips cannabensis
Oxythrips cannabensis är en insektsart som beskrevs av Knechtel 1923. Oxythrips cannabensis ingår i släktet Oxythrips och familjen smaltripsar. Inga underarter finns listade i Catalogue of Life.